# Colpochila nigromarginata
Colpochila nigromarginata är en skalbaggsart som beskrevs av Britton 1986. Colpochila nigromarginata ingår i släktet Colpochila och familjen Melolonthidae. Inga underarter finns listade i Catalogue of Life.